# Delta Force 3 – The Killing Game
Delta Force 3 – The Killing Game ist ein US-amerikanischer Actionfilm, der 1991 erschien. Er ist der letzte Film der Delta-Force-Trilogie mit Nick Cassavetes in der Hauptrolle. Die Regie des 1990 entstandenen Films übernahm Sam Firstenberg. Für seinen kurzen Kinoeinsatz in den USA hatte der Film den Titel Young Commandos getragen.

## Handlung
Zu Zeiten weltweiter Anschläge steht für die meisten Länder der arabische Terroristenführer Kadal als Verantwortlicher fest. Durch einen gut durchdachten Plan gelingt es ihm, den Premierminister Russlands auszuschalten. Doch das war nur der Auftakt für einen viel brisanteren Plan. Mit Hilfe korrupter Kollegen aus den eigenen Reihen gelangt eine sowjetische Nuklearwaffe in die Hände Kadals. Um seine Macht der Weltpolitik unter Beweis zu stellen, plant er einen vernichtenden Schlag gegen die Vereinigten Staaten von Amerika und stellt dieser ein Ultimatum. Die Regierung setzt Delta Force, ein amerikanisch-russisches Einsatzkommanda, auf Kadal an. Doch ehe diese etwas unternehmen können, ist die Atombombe bereits in den USA. Mit Hilfe von sowjetischen Spezialisten gelingt es der Sondereinheit, die Katastrophe in letzter Minute zu verhindern.

## Kritik
Die zweite Fortsetzung des Chuck-Norris-Filmes Delta Force (1986) – statt seiner ist hier sein Sohn Mike zu sehen – erhielt gedämpfte bis schlechte Kritiken:

„Eintöniger Actionfilm, der sich ganz auf die zweifelhafte Attraktivität seiner Pyrotechnik verläßt.“

„Völlig ohne Gefühl für Tempo mit nachlässigen Actionszenen und einem blutigen Höhepunkt, der in einem Fernsehstudio in Miami stattfindet. In Israel gedreht, mit einer verbrauchten Idee als Ausgangspunkt.“

## Hintergrund
Ende des September 2017 wurde die Indizierung der VHS des Films in Deutschland aufgehoben.